# Zuiderkerk (Drachten)
De Zuiderkerk is een kerkgebouw in Drachten in de Nederlandse provincie Friesland.

## Beschrijving
De kruiskerk met portaal en terzijde staande toren werd in 1924-1925 gebouwd naar plannen van J. Bosma. De gereformeerde kerk en pastorie zijn een gemeentelijk monument.
Het orgel uit 1904 werd gemaakt door Maarschalkerweerd & Zoon voor de Adelskerk (gesloopt) in Oud Beets. Het orgel werd in 1957 overgeplaatst door de firma Reil.

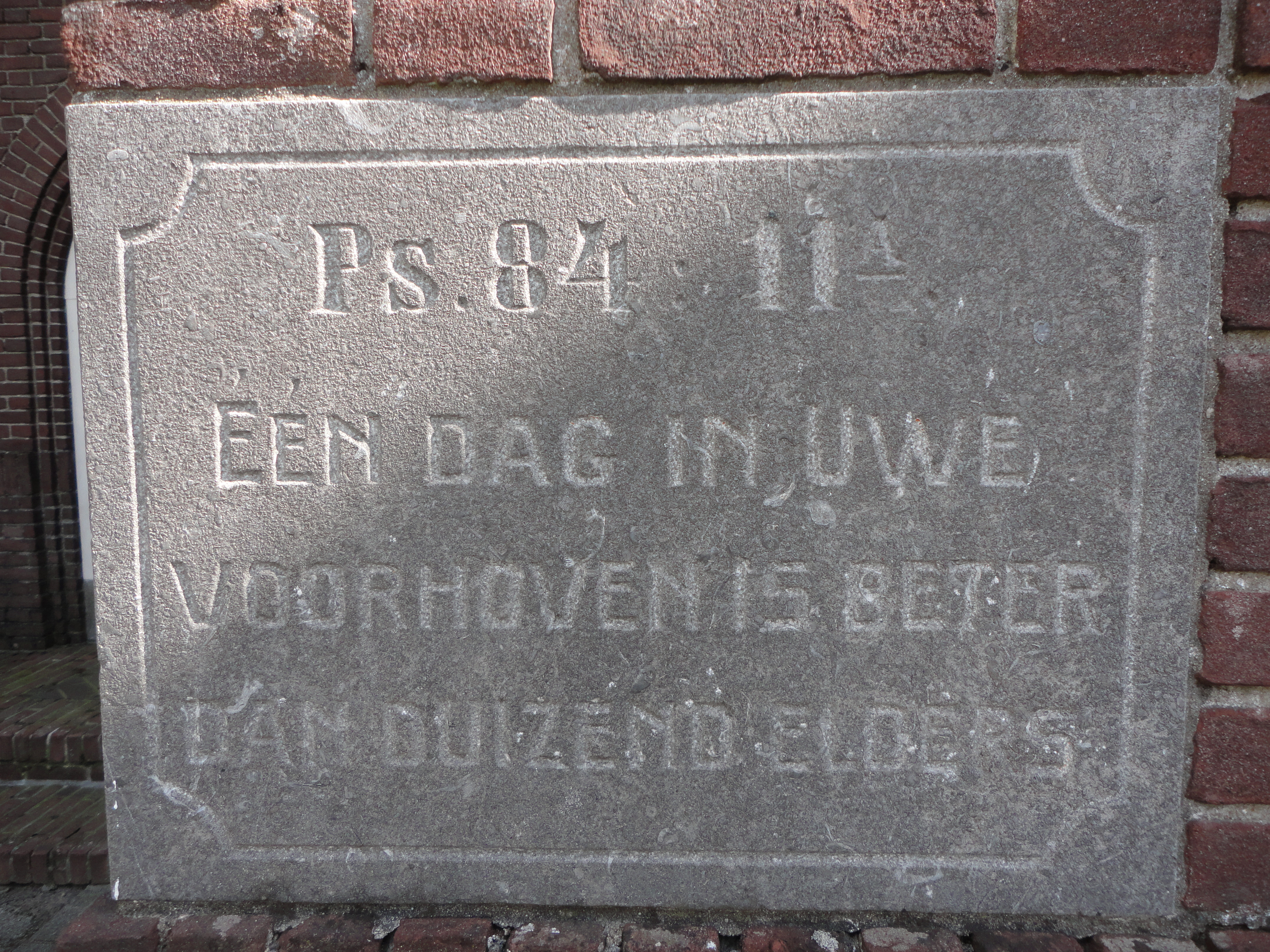
Gevelsteen
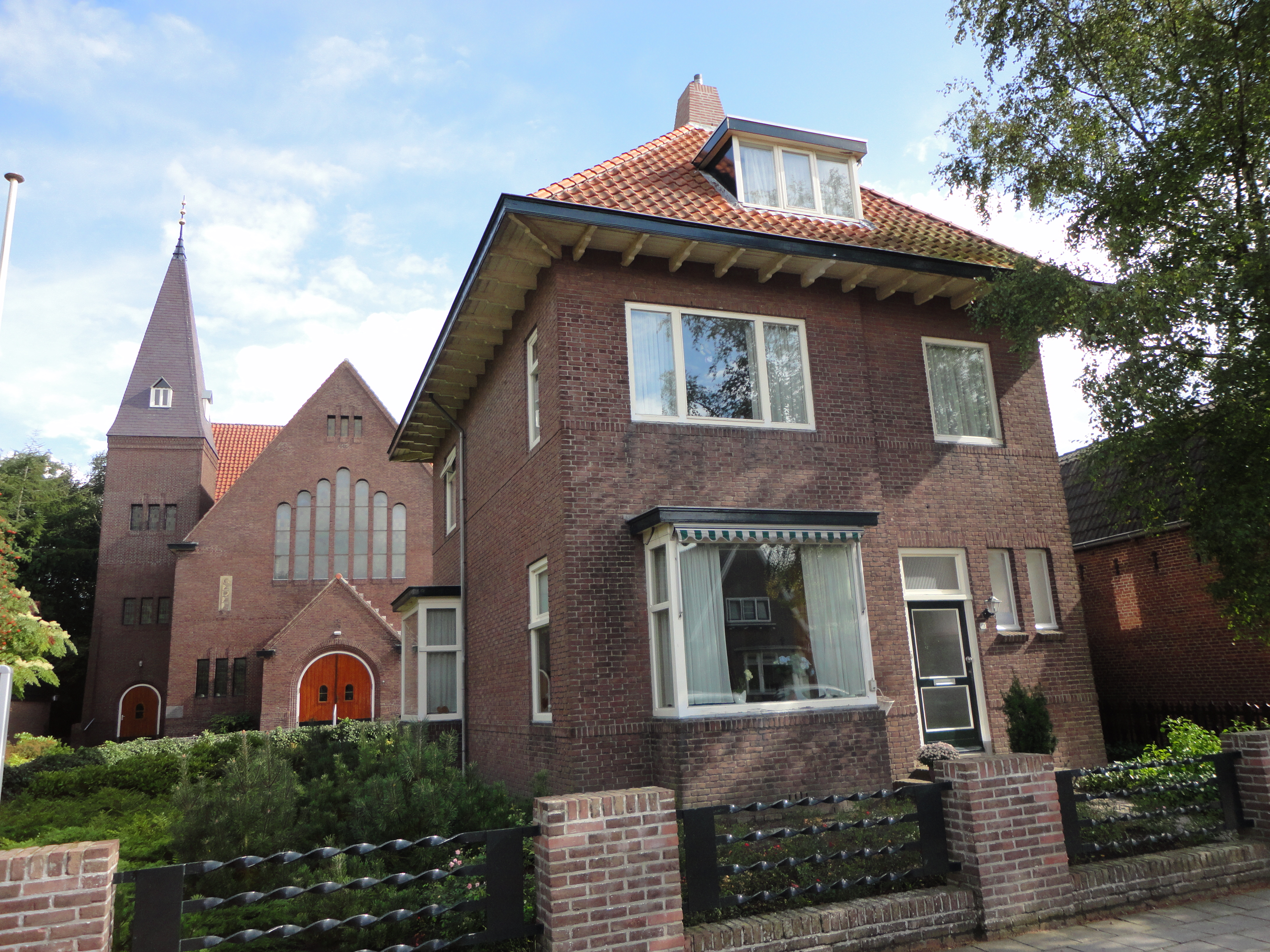
Kerk en pastorie

## Orgel
Bij de opening van de Zuiderkerk was het de bedoeling dat, zolang er nog geen kerkorgel was, het muziekkorps Crescendo de gemeentezang tijdelijk zou begeleiden.
De begeleiding van de gemeentezang viel echter zodanig in de smaak dat er niet op werd ingegaan toen er in 1931 een tweedehands orgel te koop werd aangeboden.
In 1957 werd Crescendo van zijn taak ontheven toen een orgel in de Zuiderkerk werd ingespeeld en overgedragen. Dit orgel was afkomstig uit de voormalige Nederlands Hervormde Kerk in Oud Beets en was in 1904 gebouwd door de orgelbouwer Maarschalkerweerd uit Utrecht.
Oorspronkelijk was het een een-klaviers instrument met negen stemmen, maar bij de plaatsing in de Zuiderkerk in 1957 werd door de firma Reil uit Heerde, het orgel uitgebreid met een bovenwerk met negen stemmen. Gelijktijdig werd een vrij pedaal aangebracht met de Subbas 16'.

In 1985 zijn door de firma Pels en van Leeuwen de laden gerestaureerd en het mechaniek vernieuwd en het pedaal uitgebreid met een stem.
Doordat het orgel eveneens opnieuw werd geïntoneerd is de klank verfijnd en verbeterd.
Het orgel heeft momenteel negentien stemmen en 1156 pijpen.

### De dispositie
| Hoofdwerk (C - f3): | Bovenwerk (C - f3): | Pedaal (C - d1): | Speelhulpen:         |
| Prestant 8'         | Holpijp 8'          | Subbas 16'       | Manuaal koppel HW-BW |
| Roerfluit 8'        | Quintadeen 8'       | Octaaf 8'        | Pedaalkoppel HW      |
| Gamba 8'            | Prestant 4'         |                  | Pedaalkoppel BW      |
| Octaaf 4'           | Roerfluit 4'        |                  |                      |
| Open fluit 4'       | Nasard 3'           |                  | Tremulant BW         |
| Quint 3'            | Flageolet 2'        |                  |                      |
| Octaaf 2'           | Sesquialter 2'      |                  |                      |
| Mixtuur 4-5 st.     | Dulciaan 8'         |                  |                      |
| Trompet 8'          |                     |                  |                      |